# Спас-Виталий
Спас-Виталий — село в Ярославском районе Ярославской области России.
В рамках организации местного самоуправления входит в Заволжское сельское поселение; в рамках административно-территориального устройства включается в Точищенский сельский округ в качестве его центра.

## Названия
Название произошло от Спасо-Преображенской церкви (не сохранилась) и ручья Витали (превращён в каскад прудов).
На картах XVIII и XIX веков село обозначено как Спаское или Спасское, на картах 1980-х годов — Спасс; в справочниках Ярославской епархии указано как Киприяновское (1723 год), Киприановское на Виталях (1861, 1880 и 1908 годы), с упоминанием в 1880 году второго названия — «Спас-витали тоже». С 1990-х годов именуется Спас-Виталий.

## География
Расположено в центральной части области, в зоне хвойно-широколиственных лесов, в 27 км к северо-востоку от центра города Ярославль.

### Климат
Климат характеризуется как умеренно континентальный, с умеренно холодной зимой и относительно тёплым влажным летом. Среднегодовая температура воздуха — +3,5 °C. Средняя температура воздуха самого холодного месяца (января) — −11,1 °C (абсолютный минимум — −46 °C); самого тёплого месяца (июля) — +18,2 °C (абсолютный максимум — +38 °C). Безморозный период длится около 214 дней. Годовое количество атмосферных осадков составляет около 646 миллиметров, из которых большая часть (около 70 %) выпадает в тёплый период. Устойчивый снежный покров держится около 151 дня. Среднегодовая скорость ветра — 4,7 м/с.

## История
Церковь в селе Киприановском была построена в 1702 году на средства прихожан. Она имела три престола: Преображения Господня, Смоленской Иконы Богоматери, Святителя и Чудотворца Николая.

### Административно-территориальная принадлежность
В конце XIX — начале XX века село входило в состав Залужской волости Даниловского уезда Ярославской губернии.
С 1929 года село входило в состав Ушаковского сельсовета Ярославского района, в 1946—1957 годах в составе Толбухинского района, с 1954 года — в составе Точищенского сельсовета, с 2001 года административный центр (Постановлением Государственной Думы Ярославской области от 31.10.2001 № 239 административный центр был перенесён из деревни Михайловское в село Спас-Виталий).
С 2005 года — в составе Заволжского сельского поселения.

## Население
| 1859 | 2002 | 2007 | 2010 |
| ---- | ---- | ---- | ---- |
| 60   | ↗494 | ↗564 | ↘496 |

## Инфраструктура
В селе имеются Спасская средняя школа (основана в 1983 году), дом культуры и спорта, Амбулатория (филиал Ярославской центральной районной больницы), отделение почтовой связи.

## Достопримечательности
- Обелиск Воинской Славы[25].